# Срце
Срце је шупљи мишићни орган у телу животиња, са основном функцијом у циркулацији течности кроз организам. Налази се на средини грудног коша. Људско срце има масу 200-425 грама. Срце је изграђено од срчаног мишићног ткива. Добро је покривено што му осигурава довољно хране и кисеоника. Крв опскрбљује тело кисеоником и нутријентима, и учествује у уклањању метаболичког отпада. Код људи, срце је лоцирано између плућа, у средишњем делу грудног коша.
Срце је подељено мишићним зидом на леву и десну страну. Свака страна се дели на два дела - мањи је преткомора, а већи комора. Уобичајено је да се десна преткомора и комора називају „правим срцем”, док су њихови леви пандани „лево срце”. За разлику од тога, рибе имају две коморе, преткомору и комору, док гмизавци имају три коморе. Срчани залисци регулишу пролазак крви из преткоморе у комору. Они имају улогу вентила: пропуштају крв у једном смеру, из преткоморе у комору. Ток крви који пролази из преткоморе у комору затвара срчане залиске па враћање крви није могуће. Срце је затворено у заштитној овојници, перикарду, која исто тако садржи малу количину флуида. Зид срца се састоји од три слоја: перикарда, миокарда, и ендокарда.
Срце пумпа крв са ритмом одређеним помоћу групе ћелија за регулацију ритма у синоатријском чвору. Оне генеришу струју која узрокује контракцију срца, путујући кроз атриовентрикуларни чвор и дуж спроводног система срца. Срце добија крв са ниским садржајем кисеоника из системске циркулације, која улази у десну преткомору из горње и доње велике шушље вене и прелази у десну комору. Одатле се крв пумпа у плућну циркулацију крви, кроз плућа где она прима кисеоник и отпушта угљен-диоксид. Оксигенована крв се затим враћа до леве преткоморе, прелази у леву комору и пумпа се кроз аорту до системске циркулације − где се кисеоник користи и метаболизује до угљен-диоксида. Срце куса при мировању тела брзином од око 72 откуцаја у минуту. Током физичких активности долази до привременог убрзања рада срца, али се брзина временом враћа на ниво при мировању.
Кардиоваскуларне болести су најчешћи глобални узрок смрти према подацима из 2008. године. Оне узрокују око 30% смртних случајева. Од тога више од три четвртине су последица коронарних артеријских болести и можданог удара. Фактори ризика обухватају: пушење, прекомерну телесну тежину, недовољну физичку активност, висок холестерол, висок крвни притисак, и лоше контролисани дијабетес, између осталог. Кардиоваскуларне болести често немају симптоме или могу да узрокују бол у грудима или краткоћу даха. Дијагноза срчаних обољења често се врши узимањем у обзир медицинске историје, слушањем срчаних звукова помоћу стетоскопа, анализом ЕКГ и ултразвука. Специјалисти који имају фокус на срчаним болестима се називају кардиолозима, мада многе друге медицинске специјалности исто тако учествују у третману.

## Анатомија срца
Срце има четири шупљине: две преткоморе и две коморе. У медицини се често користи израз „десно“ и „лево“ срце. Десно срце је десна преткомора и комора; у десну преткомору долази венска крв из тела која се кроз десну комору пумпа у плућа.
Крв из десног срца у плућа води плућна артерија (у њој се налази венска крв, а зове се артерија зато што је правило да су сви крвни судови који иду од срца према периферији „артерије“).
У плућима се из крви издваја угљен-диоксид, а крв се снабдјева кисеоником. Таква прочишћена крв је сад артеријска те из плућа долази у леву преткомору плућним венама (иако садрже артеријску крв зову се вене јер долазе с периферије у срце). Из леве преткоморе артеријска крв даље иде у леву комору па у артерију „аорту“ која је носи у цело тело. Будући да лево срце пумпа артеријску крв у цело тело (а десно срце венску крв само у плућа), у левом срцу су притисци три пута већи и његови зидови су дебљи и јачи.
Латински назив за преткомору је atrium (атријум), комора је ventriculus (вентрикула), а „зид“ који дели десно и лево срце (срчана преграда) назива се септум. Због постојања септума нема контакта између две преткоморе и две коморе, иначе би дошло до мешања венске и артеријске крви. Између преткоморе и коморе се налази сужење (вентил или лат. valvula) са залисцима (залистак се на латинском језику зове cuspis). Залисци спречавају враћање крви из коморе у преткомору. У десном срцу се налазе три таква залиска па се валвула назива „трикуспидална валвула“ или валвула с три кусписа. У левом срцу су између преткоморе и коморе два залиска па је то бикуспидална (или митрална јер личи на бискупову митру) валвула.
Залисци се такође налазе на излазу из комора у плућну артерију и аорту. Ако се због било којег разлога крв враћа назад кроз валвулу у преткомору то се назива инсуфицијенција валвуле. Реч инсуфицијенција долази од латинске речи за „недовољно“. Дакле, валвула је недовољно функционална да би спречила враћање крви натраг.
Уколико због поремећаја срце треба обавити већи рад него што је нормално, срчани зидови се задебљавају. Две фазе рада срца су систола и дијастола. Систола је испумпавање, а дијастола пуњење крвљу.

## Назив
Именица «срце» настала је од прасловенске речи *sьrdьko, која је настала од праиндоевропске *ḱērd.

## Клинички значај

### Болести
Кардиоваскуларне болести, које обухватају болести срца, су водећи узрок смрти широм света. Већина кардиоваскуларних болести нису заразне и повезане су са начином живота и другим факторима, а постају све присутније са старењем. Болести срца су веома значајан узрок смрти, који глобално у просеку обухвата око 30% свих смртних случајева, према подацима из 2008. године. Ова стопа варира у опсегу од 28% до 40% у земљама са високим приходима. Доктори који се специјализују за болести срца се називају кардиолозима. Многи други здравствени радници учествују у лечењу болести срца, укључујући лекаре као што су лекари опште праксе, кардиоторични хирурзи и особље интензивне неге, и припадници сродних медицинских професија, укључујући физиотерапеуте и дијететичаре.

#### Исхемијска болест срца
Коронарна артеријска болест, такође позната као исхемијска болест срца, узрокована је атеросклерозом – накупљањем масног ткива дуж унутрашњих зидова артерија. Ове масне наслаге познате као атеросклеротични плакови сужавају коронарне артерије, и ако су прекомерно изражене могу да смање доток крви у срце. Ако је сужење (или стеноза) релативно мала, онда пацијент можда и не може да осети симптоме. Озбиљна сужења могу да узрокују бол у грудима (ангину) или губљење даха у току вежбања или чак при мировању. Танка облога атеросклеротичног плака може да пукне, излажући масни центар циркулишућој крви. У том случају може се формирати угрушак или тромб, који може да блокира артерију и да ограничити проток крви до подручја срчаног мишића што узрокује инфаркт миокарда (срчани удар) или нестабилну стенокардију. У најгорем случају може доћи до срчаног застоја, наглог и потпуног губитка излаза из срца. Гојазност, висок крвни притисак, неконтролисани дијабетес, пушење и висок холестерол сви могу да повећају ризик од развоја атеросклерозе и коронарно артеријских болести.

#### Затајење срца
Затајење срца се дефинише као стање у којем срце није у стању да пумпа довољно крви како би задовољило захтеве тела. Пацијенти са срчаном инсуфицијенцијом могу доживети губитак даха посебно када се леже равно, као и отицање глежњева, познат као периферни едем. Затајење срца је крајњи резултат многих болести које утичу на срце, али је најчешће повезано са исхемијском болести срца, болестима срчаних залистака, или високим крвним притиском. Мање уобичајени узроци су различите кардиомиопатије. Срчана инсуфицијенција је често повезана са слабостима срчаног мишића у коморама (систолно затајење срца), мада се такође може видети код пацијената са срчаним мишићима који су јаки, али крути (дијастолно затајење срца). Ово стање може утицати на леву комору (узрокујући углавном губитак даха), десну комору (урокујући углавном отицање ногу и повишени вратни венски притисак), или у обе коморе. Пацијенти са срчаном инсуфицијенцијом имају већи ризик од развоја опасних поремећаја срчаног ритма или аритмијама.

#### Кардиомиопатија
Кардиомиопатије су болести које утичу на мишић срца. Неке узрокују абнормално задебљавање срчаног мишића (хипертрофична кардиомиопатија), неке узрокују да се срце абнормално рашири и ослаби (дилатирана кардиомиопатија), неке узрокују да срчани мишић постане крут и да не може да се у потпуности опустити између контракција (рестриктивна кардиомиопатија) и неке чине срце склоним абнормалним срчаним ритмовима (аритмогена кардиомиопатија). Ова стања су често генетска и могу бити наслеђена, док нека, као што је дилатирана кардиомиопатија, могу да буду узрокована оштећењима од токсина као што је алкохол. Неке кардиомиопатије као што је хипертрофична кардиомопатија повезане су са већим ризиком од изненадне срчане смрти, посебно код спортиста. Многе кардиомиопатије могу да доведу до затајења срца у каснијим стадијумима болести.

### Чланци
- Ben-Horin, Shomron; Shinfeld, Ami; Kachel, Erez; Chetrit, Angela; Livneh, Avi (2005). „The composition of normal pericardial fluid and its implications for diagnosing pericardial effusions”. The American Journal of Medicine. 118 (6): 636—40. PMID 15922695. doi:10.1016/j.amjmed.2005.01.066.